# Спиро Леворечки
Спиро Трайчев Леворечки (Леорешки) е български революционер, деец на Вътрешната македоно-одринска революционна организация.

## Биография
Роден е през 1874 година в село Лева река, Ресенско, в Османската империя, днес в Северна Македония. Войвода е на селската чета от родното си село по време на Илинденско-Преображенското въстание. След потушаването на въстанието се установява в Княжество България, а през май 1904 година влиза в четата на Славейко Арсов и се сражава при щипското село Горно Гюгянци. По-късно е четник при ресенския войвода Геро Ресенски.